# De Windhond (Soest)
De Windhond is een (herbouwde) korenmolen in Soest. De molen staat aan de Molenweg 30 in de driehoek Molenweg – Veldweg – Kolonieweg in Soest, op nog geen kilometer afstand van de plaats waar zijn voorganger tot 1930 stond.

## Geschiedenis
De eerste vermelding van een molen in Soest stamt al uit het begin van de 15e eeuw. Een stuk land naast de plek waar later de Windhond werd gebouwd werd al het "molenstuk" genoemd.
In 1474 werd door bisschop David van Bourgondië toestemming verleend om een molen te bouwen op de Eng, de aanvrager was Claes Albertszoon Wolff de Beer. Er werd een houten standerdmolen gebouwd. In 1632 werd deze molen verkocht aan molenaarsknecht Gerrit Alberts Varecamp. Een nazaat van deze Gerrit, Gerrit Volkertsz Varekamp, liet in 1737 deze molen vervangen door een stenen stellingkorenmolen, genaamd de Windhond.
Deze molen raakte aan het begin van de 20ste eeuw buiten gebruik, toen molenaar J.B. Mulders zijn maalbedrijf stopte. In 1930 is uiteindelijk molen De Windhond afgebroken. In 1933 volgde ook de andere Soester Korenmolen: "De Vlijt". Deze molen was in 1852 herbouwd, na eerst dienstgedaan te hebben als Ondermolen A in Schermerhorn.

## Herbouw
De herbouw van De Windhond is begonnen in april 2006. De kap is op 12 februari 2008 geplaatst, en de molen was voor het eerst open op de Nationale Molendag op 10 mei 2008. De molen is inmiddels volledig in bedrijf. Het is een ronde, stenen, stellingmolen met een achtkante, betonnen voet. De romp van de molen is gebouwd in kruisverband van extra hard gebakken ijsselsteentjes. De kap van de molen is gedekt met dakleer. De voeghouten zijn van bilinga. Het kruiwerk bestaat uit houten rollenwagens met ijzeren rollen.
Het wiekenkruis is Oud-Hollands opgehekt. De buitenroe is 21,90 m lang en de binnenroe 21,80 m. De 6,24 m lange, gietijzeren bovenas is in 2007 gegoten door de Soester Gieterij.
De molen heeft 1 koppel maalstenen met een balanceerrijn.
De scharnierende Vlaamse vang is uitgevoerd met een hangereel en een kneppel. De vangbalk scharniert in de ezel in een schuif. De vang wordt bediend met een wipstok.
In oktober 2019 is vanwege problemen met doorslaand vocht op de ZW-zijde van de romp een witte vochtwerende laag aangebracht. Hierdoor komt het uiterlijk van de Windhond meer overeen met de voorganger, die witgepleisterd was.

## Eigenaar
- Stichting De Windhond

## Fotogalerij

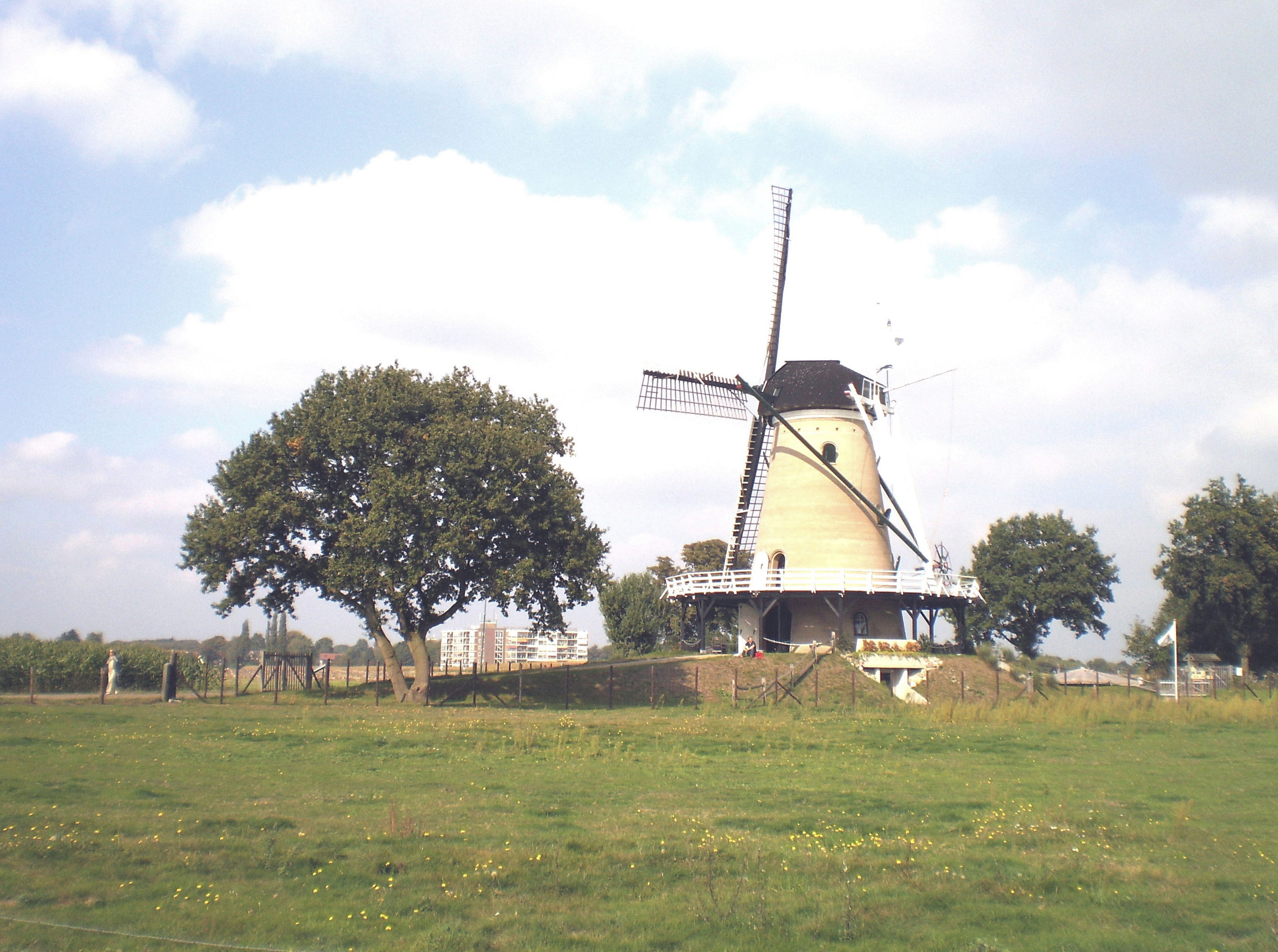
September 2009
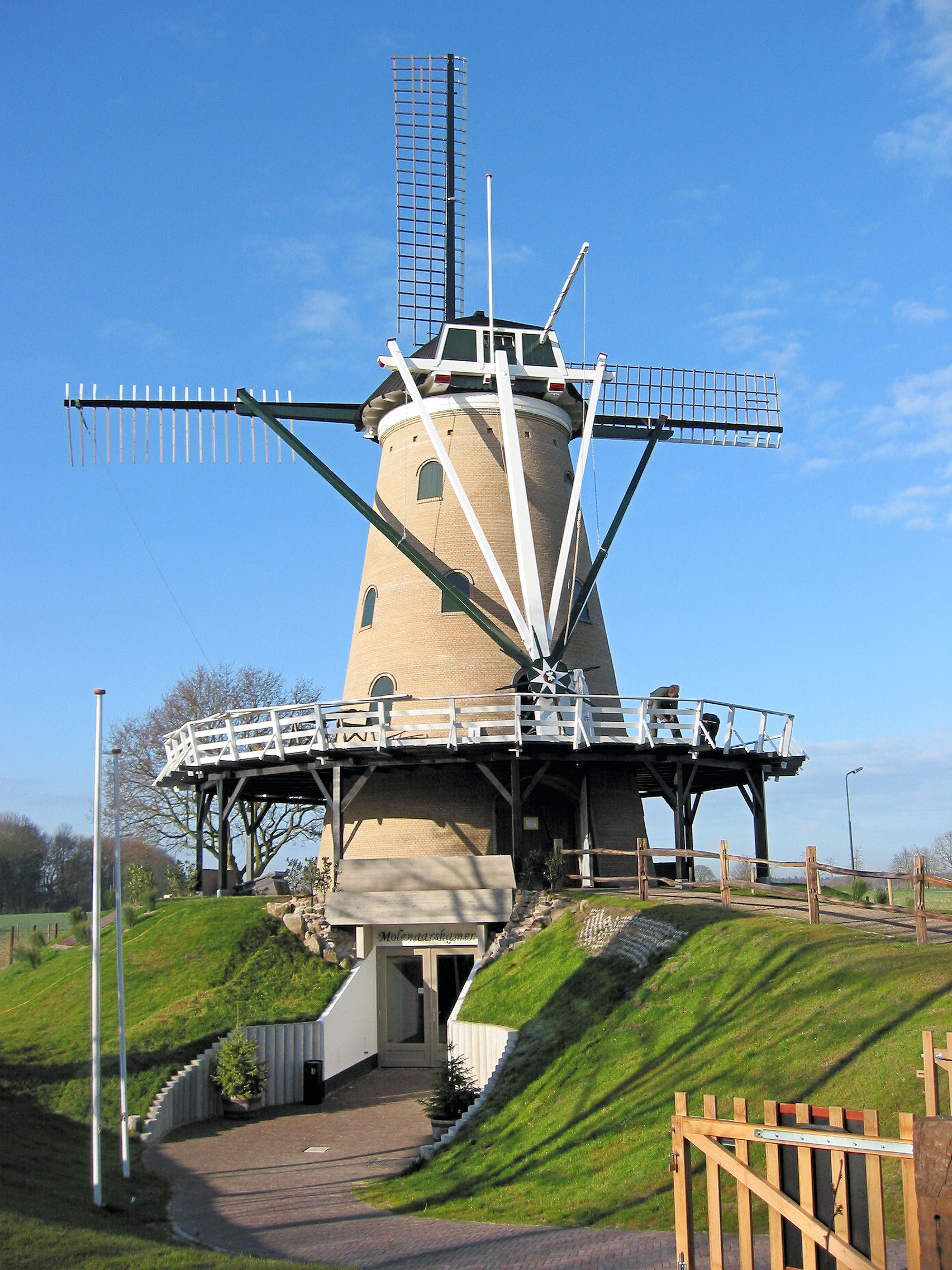
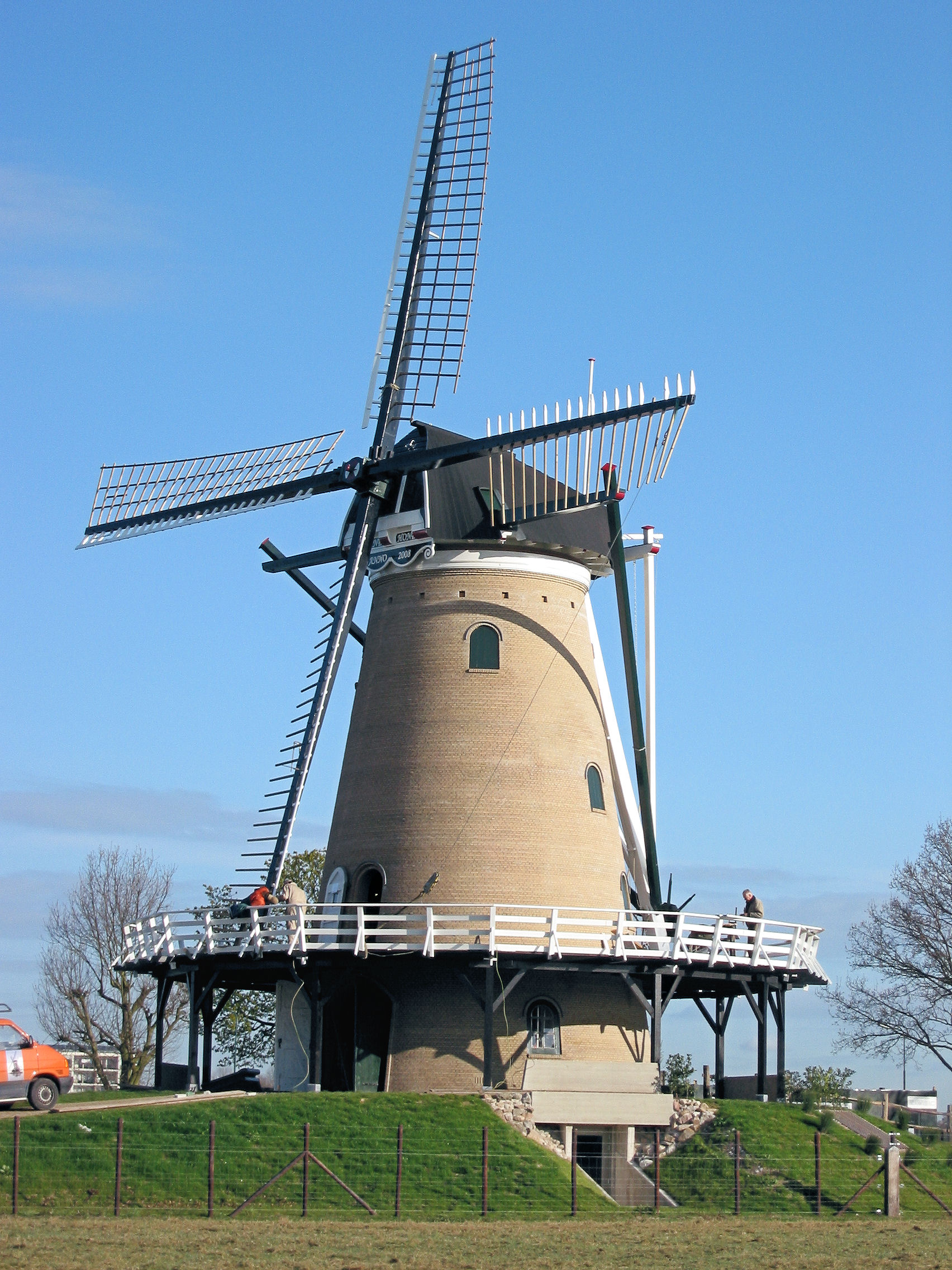
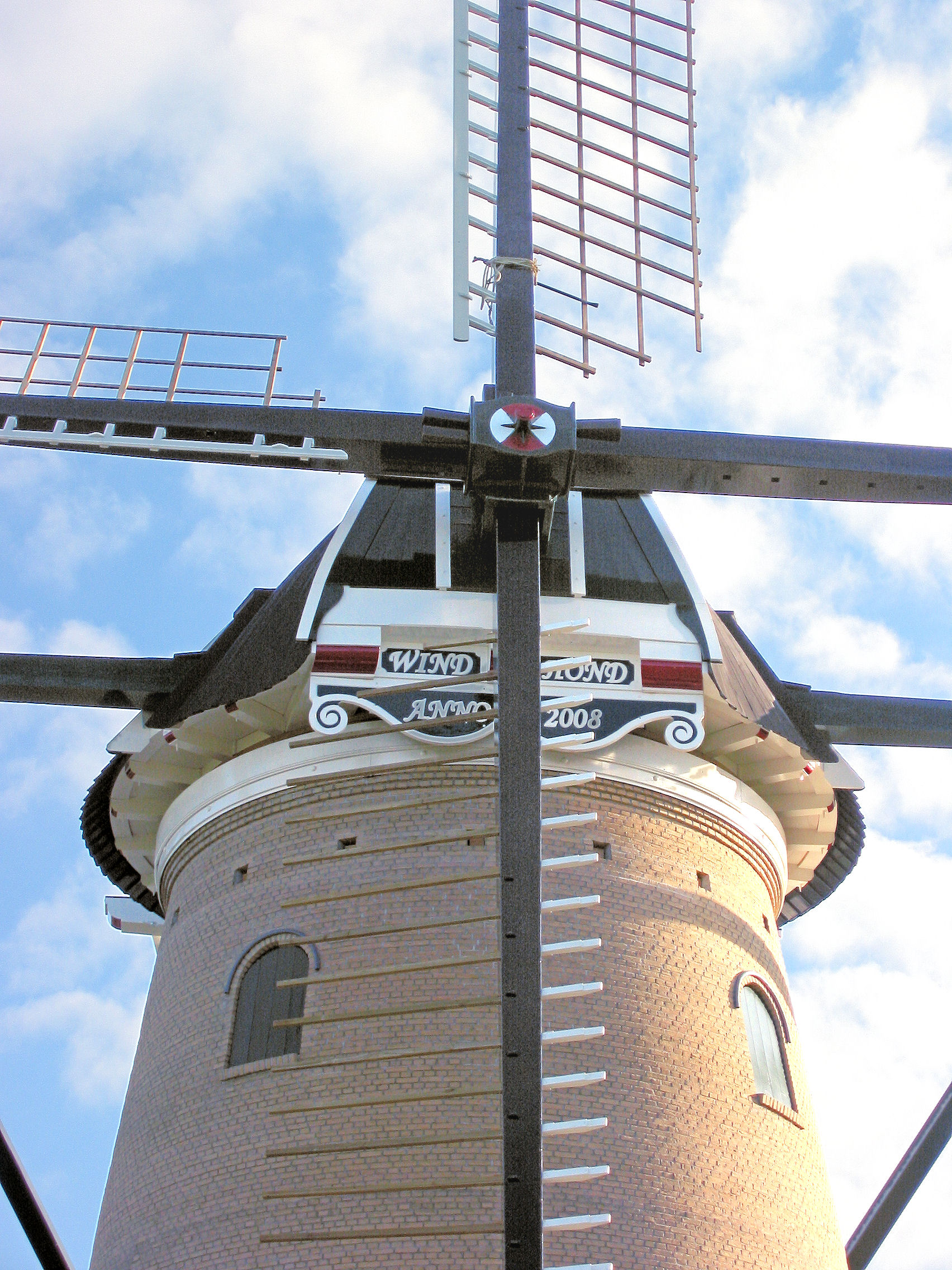
Baard, askop en voorkeuvelens
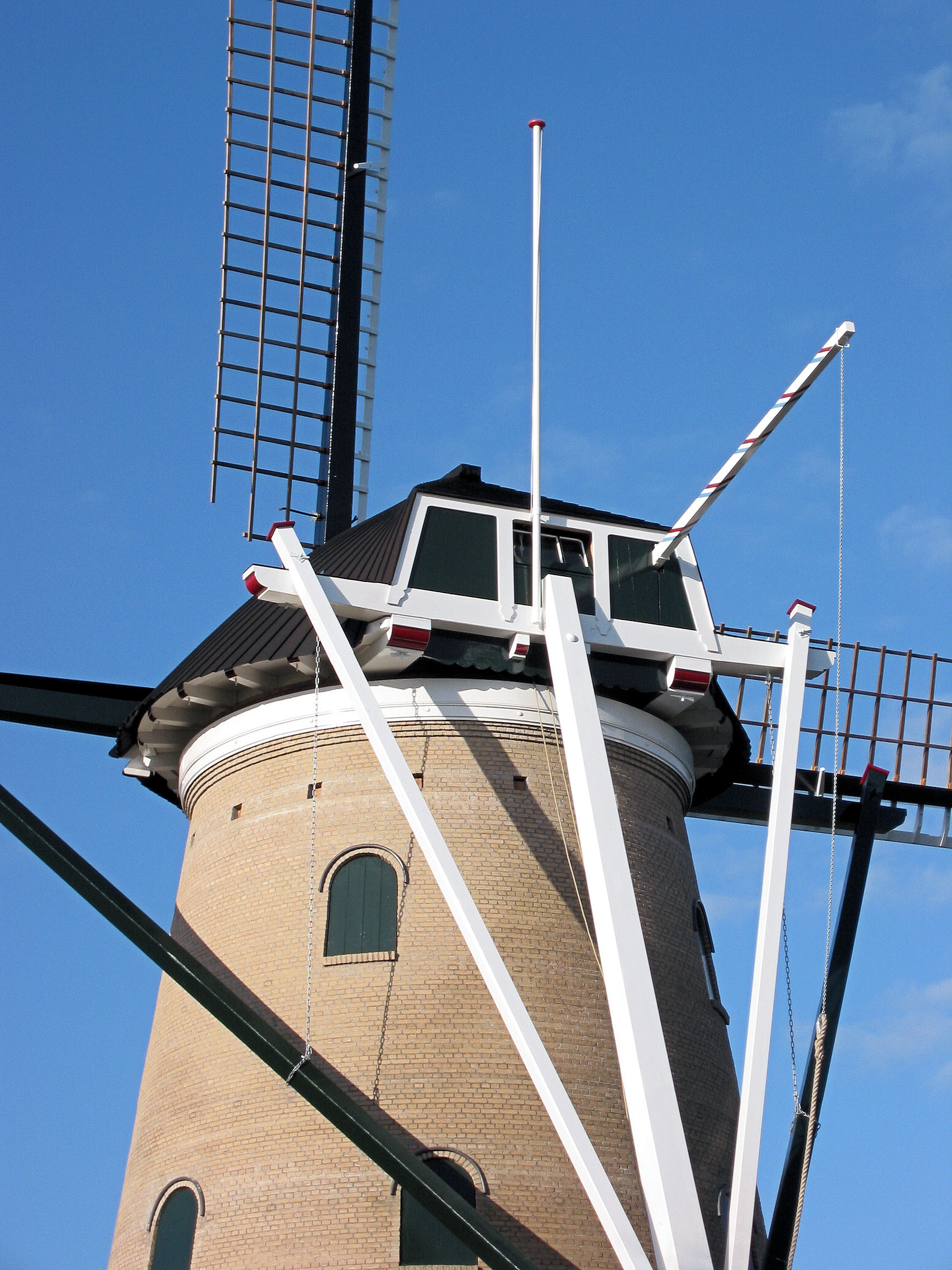
Staart met wipstok en achterkeuvelens
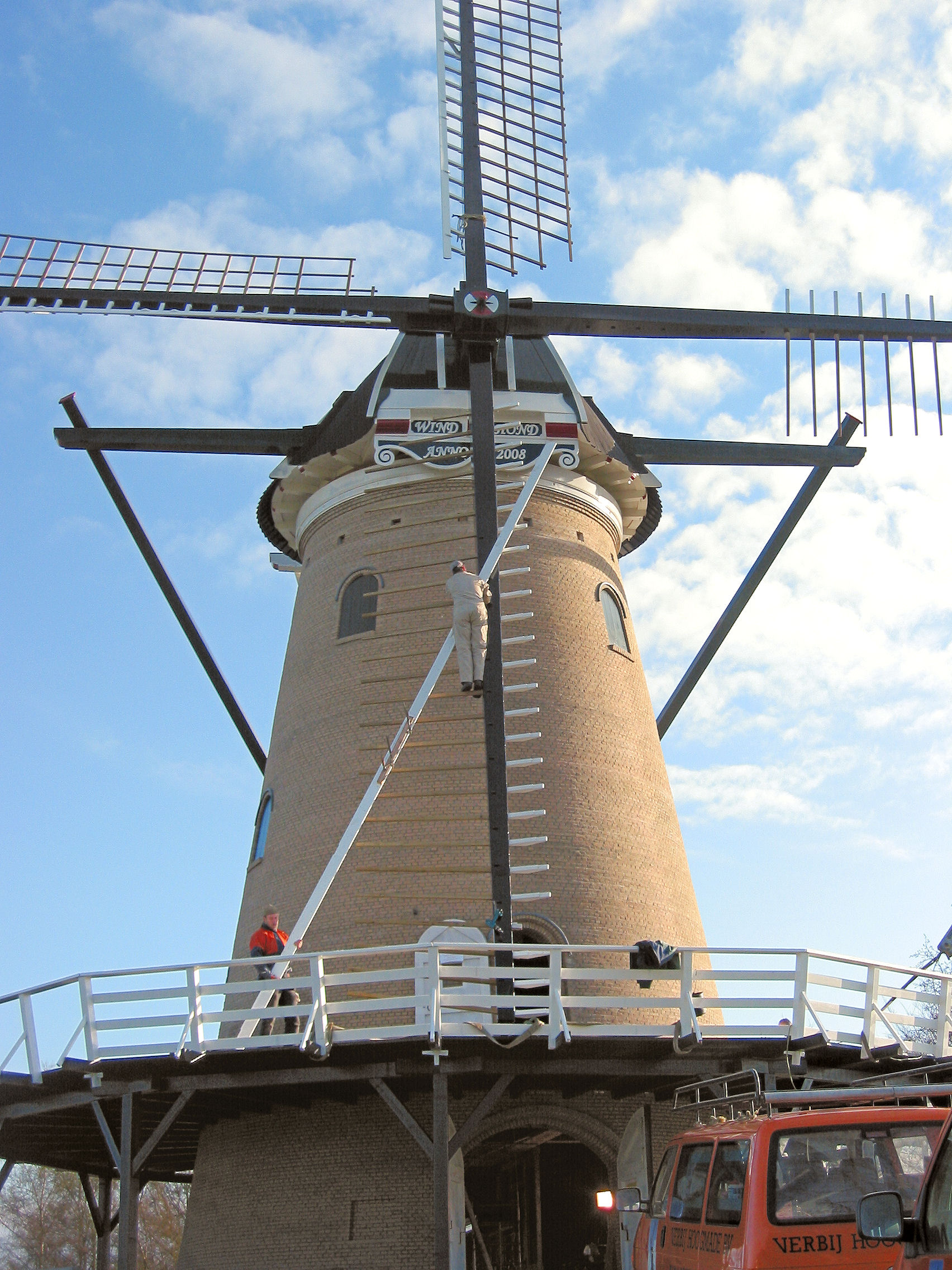
Aanbrengen voorzoom